# 与呂木
与呂木（よろき）は、兵庫県三木市にある大字。旧・美嚢郡久留美村大字与呂木。旧・美嚢郡三木町大字与呂木。郵便番号は673-0422。

## 地理

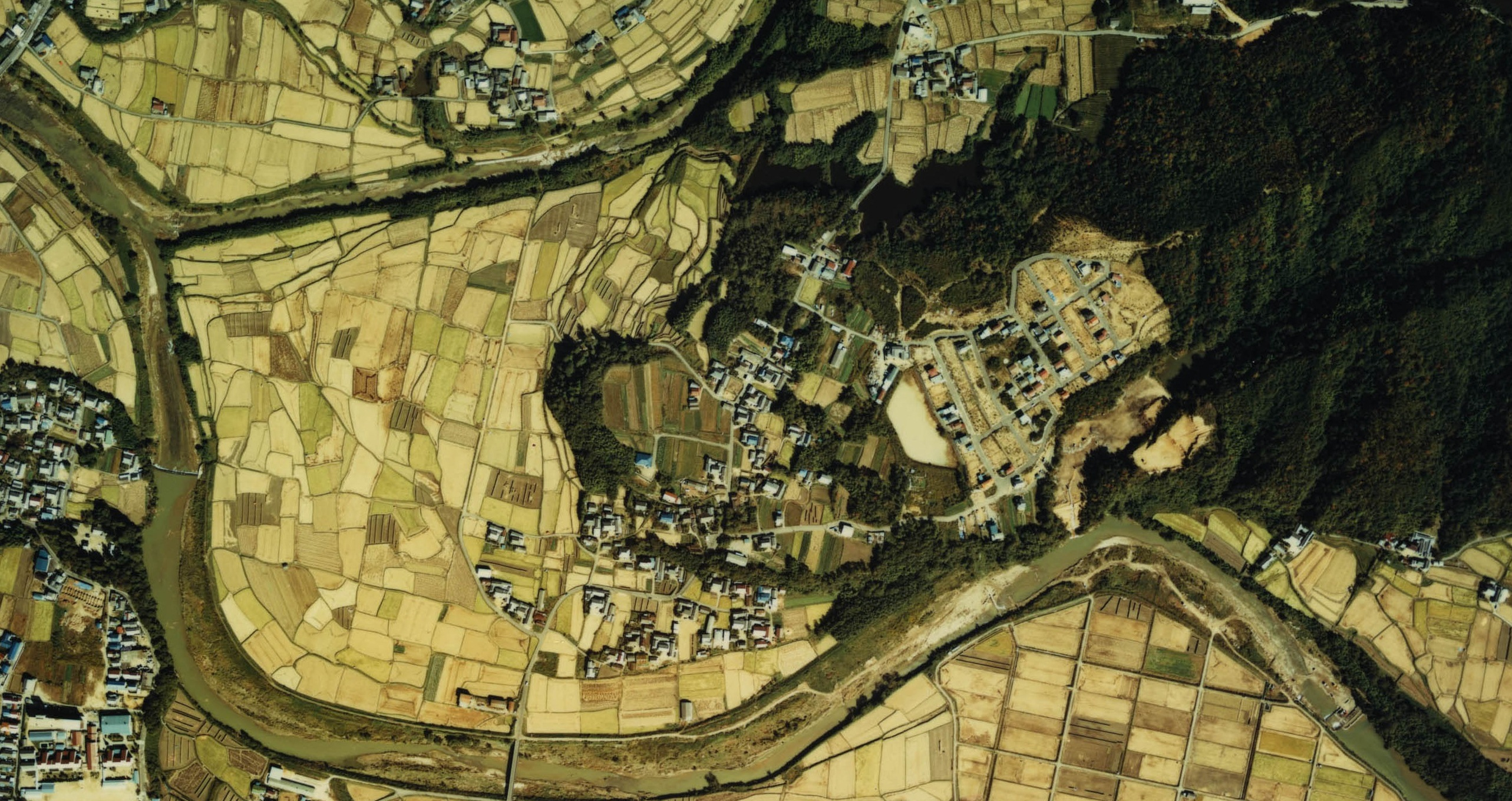
与呂木 1979年度

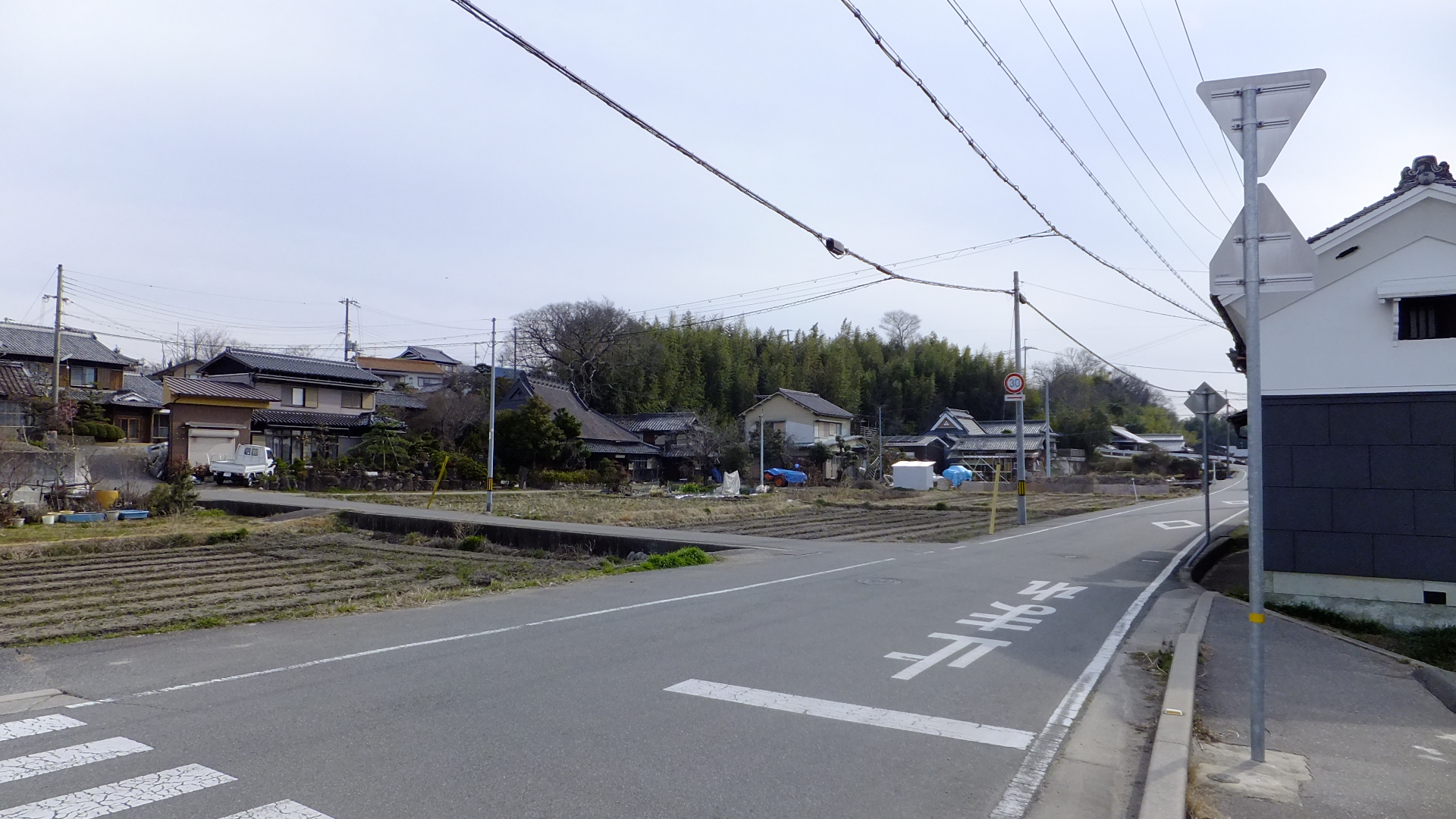
与呂木の街並み

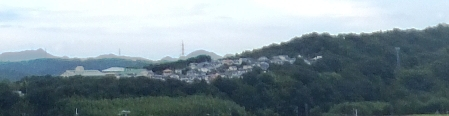
与呂木にある住宅地

- 美嚢川と志染川の合流地点であり、美嚢川は北側・志染川は東南側に位置している。地内は沖積平野と丘陵地で成り立っており、東側には大小のため池が多数存在する。慈眼寺の荘園地であり、三木合戦時には平井山本陣の要塞地であった。村が形成されたのは豊臣秀吉が三木城主である。地名の由来は慈眼寺の飛び地である余分な土地であることから、「与呂木」と付けたことから名付けられた。現在は丘陵地に新興住宅地が立地しており、南北に縦断する兵庫県道513号三木環状線沿いの平野部には住宅地と農村地帯が混在している。[1][2][3][4][5]東側は志染町安福田・西側は岩宮・南側は宿原・北側は平井、久留美と接する。

## 歴史

### 町村制施行以降
- 1951年3月15日 - 三木町に編入され、三木町大字与呂木になる。[1]
- 1954年6月1日 - 三木市を新設し、三木市与呂木になる。[1][6]

### 字域の変遷
| 実施前                   | 実施年        | 実施後                 |
| ------------------------ | ------------- | ---------------------- |
| 美嚢郡久留美村大字与呂木 | 1951年3月15日 | 美嚢郡三木町大字与呂木 |
| 美嚢郡三木町大字与呂木   | 1954年6月1日  | 三木市与呂木           |

## 施設
- 自性院[5]
- 尾崎八幡社[5]

## 小・中学校の学区
| 大字   | 番地 | 小学校             | 中学校               |
| ------ | ---- | ------------------ | -------------------- |
| 与呂木 | 全域 | 三木市立三木小学校 | 三木市立三木東中学校 |

## 交通

### 鉄道
地内には鉄道は走っていない。

### バス
- みっきぃバス

### 道路

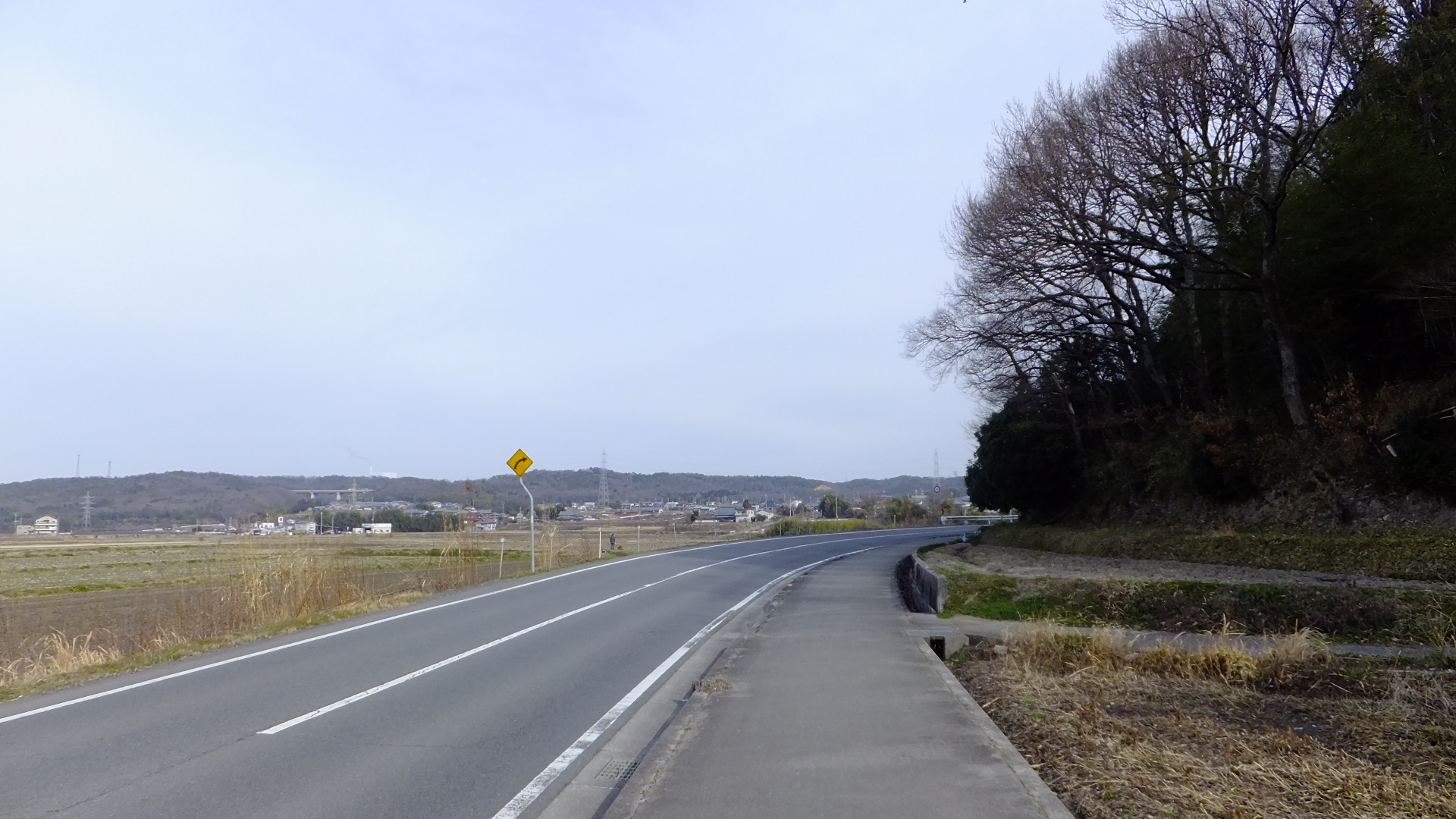
兵庫県道513号三木環状線

- 兵庫県道513号三木環状線